# Brookfield Place

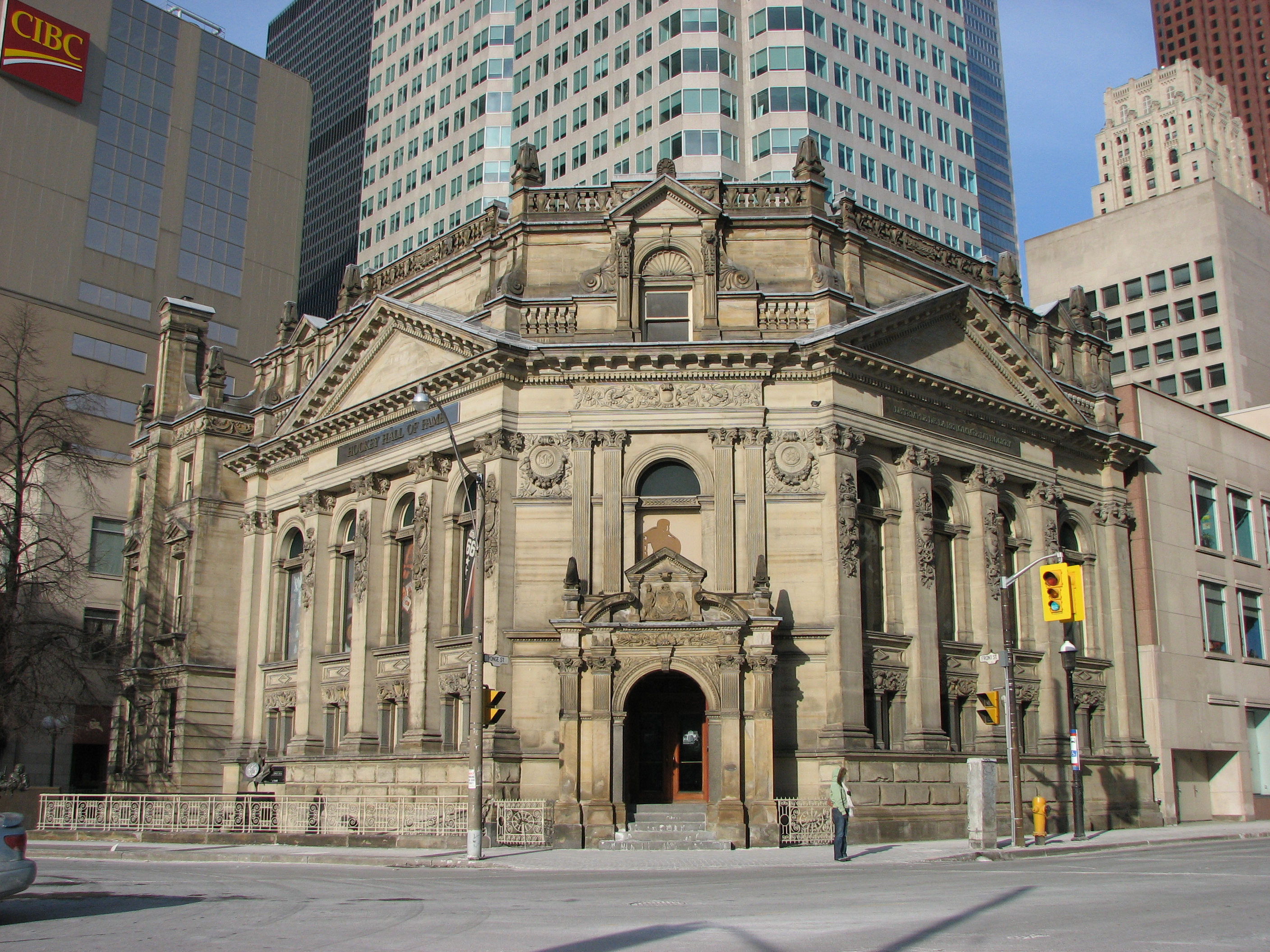
Hokejová síň slávy

Brookfield Place (nebo také BCE Place) je komplex dvou postmoderních mrakodrapů a Hokejové síně slávy v kanadském Torontu. Podle původních plánů měl být postaven i třetí mrakodrap, ten ale dodnes nestojí, i když se v nedávné minulosti uvažovalo o jeho dokončení.

## Budovy

### Hokejová síň slávy
Muzeum a síň slávy věnovaná historii ledního hokeje.

### Canada Trust Tower
Je nejvyšší budovou komplexu. Má 53 podlaží a jeho výška je 263 metrů , je tak třetí nejvyšší mrakodrap ve městě, ale i v Kanadě. Byl dokončen v roce 1990 podle projektu společností Skidmore, Owings & Merrill a Bregman + Hamann Architects. V budově se nachází převážně kancelářské prostory, které obsluhuje celkem 31 výtahů.

### Bay Wellington Tower
Je druhou nižší kancelářskou budovou komplexu. Má 49 podlaží a výšku 208 metrů , je tak 8. nejvyšší mrakodrap ve městě. Byl dokončen v roce 1992 podle projektu společností Skidmore, Owings & Merrill a Bregman + Hamann Architects. V budově se nachází převážně kancelářské prostory, které obsluhuje celkem 41 výtahů.

### BCE Place III
Doposud nepostavená třetí kancelářská budova. Měla mít 35 podlaží.